# Eva Lind
Eva Lind (Innsbruck, 14 de junho de 1966) é uma cantora de ópera e apresentadora de televisão austríaca.

## Biografia e obra artística
Iniciou-se aos 13 anos cantando na sua cidade natal de Innsbruck. Após a formatura, ela estudou em primeiro lugar filosofia da Universidade de Viena, jornalismo, teatro e decidiu ainda por uma formação profissional para a cantora de ópera. Os professores foram Marta Lantieri, Ruthilde Boesch e Wilma Lipp. 1983 venceu a jovem soprano austríaca juventude música-Wettbewerb.
aos 19 anos estreando o papel de Rainha da Noite em A Flauta Mágica, de Mozart na Ópera Nacional de Viena.. Com o papel de "Lucia di Lammermoor" em Basileia deu seus primeiros passos até uma carreira internacional. Cantou com estrelas do mundo da ópera , incluindo Plácido Domingo, Alfredo Kraus e Paulo Parreira.
Interpretou outros papéis como o de Nannetta (Falstaff), Sophie (O Cavaleiro da Rosa), Sophie (Werther), Celia (Lucio Silla), Lucia (Lucia de Lammermoor) entre muitos outros. Estes trabalhos lhe renderam outros nas maiores casas de óperas de Munique, Berlim, Hamburgo, Zurique, Paris, Londres, Milão , Madrid, Amesterdão, Bruxelas, e convites aos importantes festivais de (Salzburgo, Schleswig-Holstein, Glyndebourne, Festival de Opera de Munique, Schubertiade Feldkirch, Festival de Música antiga de Innsbruck, Schlossfestspiele Schwerin). Hoje em dia, atua nas grandes casas de óperas e de concertos em todo mundo. 
Além das óperas, o repertório de Eva Lind abrange o Lied alemão de compositores como Mozart, Schubert, Brahms, Wolf, Strauss, Schumann, Mendelssohn, Berg e canções de Fauré, Debussy, Satie e outros. Abarca também peças italianas de Belcanto como Lucia (Lucia di Lammermoor), Amina (La Sonámbula), Elvira (I Puritani), Violetta (La Traviata) ou Gilda (Rigoletto), Peças de Mozart e Strauss, como por exemplo Konstanze (O Rapto do Serralho), Sophie (O Cavaleiro da Rosa), mas também peças francesas como Julieta (Romeu e Julieta) ou Manon e Ophélie (Hamlet), e como Olímpia em Os Contos de Holffmann.

## Prémio
Foi galardoada com o Prémio Europeu Europäischen Förderpreis

## Discografia
Recital:
- Frühlingsstimmen– Wiener Volksopernorchester, Franz Bauer-Theussl (Philips, 1986)
- Coloratura Arias – Münchner Rundfunkorchester, Heinz Wallberg (Philips, 1988)
- Operatic Duets (with Francisco Araiza), Tonhalle Orchester Zürich, Ralf Weikert (Philips, 1990)
- Ich bin verliebt – Accademia di Montegridolfo, Gustav Kuhn (BMG, 1996)
- My Romance (with José Carreras), The London Musicians Orchestra, David Giménez Carreras (Erato, 1997)
- Lieder, die zu Herzen geh'n – Deutsches Filmorchester Babelsberg, Erich Becht (Koch Classics, 2000)
- Sentimento – Philharmonic Orchestra München, Herrmann Weindorf (Koch Universal, 2001)
- Wunder gescheh'n – Philharmonic Orchestra München, Herrmann Weindorf (Koch Universal, 2003)
- Ich will leben – Kölner Symphonisches Orchester, Erich Becht (Hänssler Classic, 2005)
- Mozart rennt – Das Rennquintett (Bayer Records, 2006)
- Die große Operettengala (with Plácido Domingo, José Carreras, Thomas Hampson: Budapest Philharmonic Orchestra, Marcello Viotti (Sony Classical, 2007)
- Stille Nacht – Kölner Symphonisches Orchester, Erich Becht (Sony BMG 2006)
- Magic Moments (with Tobey Wilson), Philharmonic Orchestra München, Herrmann Weindorf (Seven Days Music, 2008)
- Eva Lind – Ihre grössten Erfolge aus 'Straße der Lieder'  (Koch Universal, 2008)
- Bijoux (Solo Musica, 2014)
- Regenbogenfarben (ABAKUS Musik, 2015)
- Die Symphonie des Lebens (NAXOS, 2018)
- Weihnachtslieder Klassik (NOVA, 2019)

Opera:
- Les Contes d'Hoffmann (Olympia) Staatskapelle Dresden, Jeffrey Tate
- La Sonnambula (Amina) Orchestra of Eastern Netherlands, Gabriele Bellini
- Der Freischütz (Ännchen) Staatskapelle Dresden, Sir Colin Davis
- La Finta Semplice (Ninetta) Kammerorchester Ch.P.E.Bach, Peter Schreier
- Die Fledermaus (Adele) Münchner Rundfunkorchester, Placido Domingo
- Hänsel und Gretel (Taumännchen) Bayerisches Rundfunk-Sinfonieorchester, Jeffrey Tate
- Die Zauberflöte (Papagena) Academy of St.Martin in the Fields, Sir Neville Marriner
- Die Frau ohne Schatten (Hüter der Schwelle) Wiener Philharmoniker, Sir Georg Solti
- Ariadne auf Naxos (Najade) Gewandhausorchester Leipzig, Kurt Masur

Sinfonia:
- Ein Sommernachtstraum (Mendelssohn Bartholdy) Wiener Philharmoniker, Sir André Previn
- Nelsonmesse (Haydn) SWR Sinfonieorchester, Michael Gielen
- L'Apocalypse selon Saint Jean (Jean Francaix) Göttinger Symphonieorchester, Christian Simonis
- La Cetra Appesa (Azio Corghi) Orchestra Sinfonica „Arturo Toscanini“, Will Humburg
- Missa est (Helmut Eder) Radio Symphonie Orchester Wien, Leopold Hager

DVD:
- Salute to Vienna (1999) with Gregory Peck, Boys Choir of Harlem, Vienna Boys' Choir
- Die große Operettengala (2007) with Plácido Domingo, José Carreras, Thomas Hampson: Budapest Philharmonic Orchestra, Marcello Viotti
- Eva Lind – Ihre grossen Erfolge aus Strasse der Lieder (2008)